# Marc Costanzo
Marc Francis Costanzo (født 1. august 1972) er en canadisk sanger. Marc Costanzo er primært kendt for sin rolle som medforsanger i det canadiske indie rock band Len. 
Foruden sin karriere som sanger er han desuden producer og sangskriver. Han er ligeledes Senior Creative Consultant ved EMI Music Publishing, Canada. 
Costanzo har i en periode ageret guitarist i punk bandet Sum 41. 
Marc Costanzo er halv britisk halv italiensk af oprindelse.